# Avro Lincoln
Die Avro Type 694 Lincoln war ein viermotoriger Langstreckenbomber aus britischer Produktion. Der Jungfernflug fand am 9. Juni 1944 statt. Dieser Typ, entwickelt aus der Avro Lancaster, war der letzte Bomber der Royal Air Force, der von Kolbenmotoren angetrieben wurde. Es wurden insgesamt 604 Maschinen hergestellt.

## Geschichte
Die Avro Lincoln wurde im August 1945 in Dienst gestellt und kam damit zu spät für den Zweiten Weltkrieg. Allerdings kam sie gegen Aufstände in zwei britischen Kolonien, nämlich Kenia (Mau-Mau-Aufstand) sowie Malaya zum Einsatz, bevor sie außer Dienst gestellt und durch neue Bomber mit Strahlantrieb ersetzt wurde. Auch die Luftstreitkräfte Kanadas, Australiens und Argentiniens flogen den Typ. Die Avro Lincoln wurde zum Seeaufklärer Avro Shackleton weiterentwickelt. Einzelne Maschinen dienten später noch als Testträger für Propellerturbinen.

## Produktionszahlen
In Australien wurde die Lincoln von Government Aircraft Factories in Fisherman’s Bend/Victoria gebaut. Die ersten 25 waren B.30, der Rest B.30A.
| Jahr  | Anzahl |
| ----- | ------ |
| 1946  | 7      |
| 1947  | 17     |
| 1948  | 13     |
| 1949  | 9      |
| 1950  | 10     |
| 1951  | 5      |
| 1952  | 0      |
| 1953  | 12     |
| Summe | 73     |

## Militärische Nutzung
Argentinien
- Fuerza Aérea Argentina: 30 von 1947 bis 1967[3]

 Australien
- Royal Australian Air Force: 54 von 1946 bis 1961

 Kanada
- Royal Canadian Air Force: 3 von 1946 bis 1948

 Vereinigtes Königreich
- Royal Air Force

## Zwischenfälle
Vom Erstflug 1944 bis zum Einsatzende 1967 kam es mit Avro Lincoln zu 67 Totalschäden. Bei 30 davon kamen 189 Personen ums Leben.
Davon ereigneten sich zwei in Deutschland, wobei insgesamt 13 Soldaten ums Leben kamen:
- Am 12. März 1953 wurde eine Avro Lincoln B.2 der Royal Air Force (Luftfahrzeugkennzeichen RF531) nordöstlich von Boizenburg/Elbe (DDR-Bezirk Schwerin) durch eine sowjetische MiG-15 abgeschossen. Alle 7 Besatzungsmitglieder wurden getötet.[6]

- Am 26. Juni 1955 kollidierte eine Avro Lincoln B.2 der Royal Air Force (WD131) auf einem Nachtflug 12 Kilometer nordwestlich der Bitburg Air Base (Rheinland-Pfalz) mit einer North American F-86D Sabre der United States Air Force (52-3933). Die Lincoln war auf einem geheimen Testeinsatz und sämtliche Lampen waren ausgeschaltet. Alle 6 Besatzungsmitglieder wurden getötet. Der Pilot der F-86 überlebte.[7]

## Technische Daten
| Kenngröße             | Daten                                                                       |
| --------------------- | --------------------------------------------------------------------------- |
| Besatzung             | 7                                                                           |
| Länge                 | 23,86 m                                                                     |
| Spannweite            | 36,58 m                                                                     |
| Höhe                  | 5,27 m                                                                      |
| Leermasse             | 19.686 kg                                                                   |
| Startmasse            | 34.019 kg                                                                   |
| Triebwerke            | vier 12-Zylinder-V-Motoren Rolls-Royce Merlin 85 mit je 1.774 PS (1.305 kW) |
| Höchstgeschwindigkeit | 475 km/h                                                                    |

## Verbleib
Es existieren noch insgesamt vier Maschinen unterschiedlicher Ausführungen. Keine davon ist flugfähig.